# دار عزيزة
دار عزيزة هو قصر جزائري من القرن السادس عشر يقع في القصبة في الجزائر. واليوم 

## الموقع
تعتبر دار عزيزة اليوم أجمل القصور الجزائرية القديمة. يقع هذا المنزل في القصبة السفلى بالجزائر العاصمة مقابل مسجد كتشاوة، وقد تم بناؤها في القرن السادس عشر، وقد أخذت اسمها من الأميرة عزيزة ابنة داي. في الجزائر، ويقال إن القصر كان مقر إقامة أميرة وابنة الداي من الجزائر العاصمة وزوجة باي من قسنطينة.

## تاريخ

### الأصل
هناك روايتان عن تاريخ هذه الدار.
الرواية الأكثر شعبية هي أن دار عزيزة تأسست في القرن السادس عشر، بناء على أوامر الداي لابنته عزيزة، التي كان سيقدمها لباي قسنطينة في ذلك الوقت. يبلغ كلاين هنري عن هذه الحقائق دون تحديد أسماء الملوك المعنيين أو التواريخ الدقيقة لهذه الأحداث.
الرواية الأخرى، الأكثر دقة، والتي أفاد بها يوجين فاسيتس، تخبرنا أن عزيزة، ابنة القائد أحمد بن رمضان وأخت شليبي بن علي بتشين، تزوجت أولاً من محمد بن فرحات، باي قسنطينة، وعند وفاته، تزوجها أخوه رجب بك. أخذها الأخير، الذي أحبها كثيرًا، إلى الجزائر العاصمة حيث تم الاحتفال بالزواج مع بذخ كبير. ومن أجلها قام ببناء قصر والذي أصبح فيما بعد المقر الثانوي لباي قسنطينة عندما السفر إلى الجزائر لدفع الضريبة المحصلة.
اضطر رجب إلى مغادرة الجزائر بعد توليه قيادة المنطقة الشرقية، ليستقر في قسنطينة، حيث أحضر معه الزوجة التي أسرت قلبه. استمروا في العيش لسنوات في وئام تام، لكن رجب كان غيورًا. أرسل الزوج الغيور عزيزة يوم الأحد التاسع والعشرين من شهر الجمعة الأول سنة 1079 هـ (4 نوفمبر 1668)، لزيارة «طاحونة البودرة» التي بناها للتو في الحامة وذلك.لإلهائها ومفاجأتها. لم يرافقها، لكنه تبعها مع رفاقه، وعبيد من منزله، وصفية زوجة أخرى للباي، وابنته الجميلة فاطمة بنت فرحات. بعد زيارة جميع تفاصيل المنشأة الجديدة، ذهبوا جميعًا إلى الحديقة المسماة «حد الأنسل»، التي تقع في مكان قريب، حيث كانوا سيتناولون الطعام ويقضون الليل. بقية اليوم كان مخصصًا للترفيه والملذات، وعندما الليل، انسحب كل منهم إلى جناحه تحت الخيمة التي أعطيت له.في نجمة الصباح. في هذه اللحظة، دخل رجل، كان هذا الرجل بن شرداد، الخادم الخاص لرجب بك. ذهب مباشرة إلى الخيمة التي كانت عزيزة بك تستريح فيها، ومنفذًا لأوامر سيده، قطع حلقها ببرودة، وغرز 9 مرات شفرة السيف التي لا تزال تضجر من دمها في أحشاءها. عانى رجب - أو تظاهر بالمعاناة - من ألم شديد. أقيمت جنازة الأميرة في اليوم التالي الاثنين.

### المهام
كانت جزءًا من المجموعة الحكومية الكبيرة المعروفة باسم الجنينة والتي كانت موجودة قبل وصول الجهاد البحري التركي. في الفترة العثمانية، كان من الممكن تقديم سفارات أجنبية، على وجه الخصوص، آباء وسام الرحمة الذين أتوا للتفاوض على خلاص الأسرى المسيحيين.وفقا لوثيقة 1721، كان المبنى عبارة عن ثلاثة طوابق قبل أن يفقد واحد في زلزال 1716. ووفقًا لقول هنري كلاين، فقد منح هذا القصر من قبل داي (على الاغلب داي حسين) لابنته عزيزة بمناسبة زواجها من باي قسطنينة.
ومع ذلك، فمن المؤكد أن القصر الفاخر أصبح المقعد الأول لحكام ولاية الجزائر حتى عام 1830 عندما استخدمه جيش المستعمرين الفرنسيين كمخزن. ترك الأتراك عددًا كبيرًا من الملابس الفاخرة والعديد من قطع الأثاث والفضيات هناك.

### أثناء الإحتلال
في عام 1838، أصبح مقر أسقف الجزائر ثم أصبح رئيس أساقفة الجزائر بسبب موقعه أمام الكاتدرائية. وقد وصفها لويس أنطوان أوغسطين بافي بأنها «جوهرة العمارة الشرقية» وقد صنفت كنصب تاريخي في عام 1887.
من عام 1838 إلى عام 1916، مُنح القصر لأساقفة الجزائر كمقر إقامة للأبناء دوبوش وبافي ولافيجيري، لقربه من كتشاوة التي تحولت إلى كنيسة. تخلص المطران دوبوش، الذي وصل إلى دار عزيزة، من طبقات الطلاء الثلاثة الملونة التي تغطي أعمدة صالات العرض. تمت إضافة هذه الألوان الفرنسية بشكل غير عادي، من قبل الضباط الذين احتلوا القصر سابقًا، في شعور وطني أكثر منه فني.
كانت دار عزيزة المبنى الوحيد في الجنينة الذي نجا من حريق عام 1844.

### بعد الاستقلال
منذ عام 1962 عند الاستقلال، كان القصر على التوالي موقعًا لوزارة السياحة والمتاحف والآثار. في عام 1981، ولمجلة الثقافة في عام 1983 وأخيرًا الديوان الوطني لتسيير واستغلال الممتلكات الثقافية المحمية منذ عام 2007.صُنف معلمًا تاريخيًا وطنيًا عام 1881. ثم موقع تراثي عالمي لليونسكو مع القصبة الجزائرية في عام 1992.

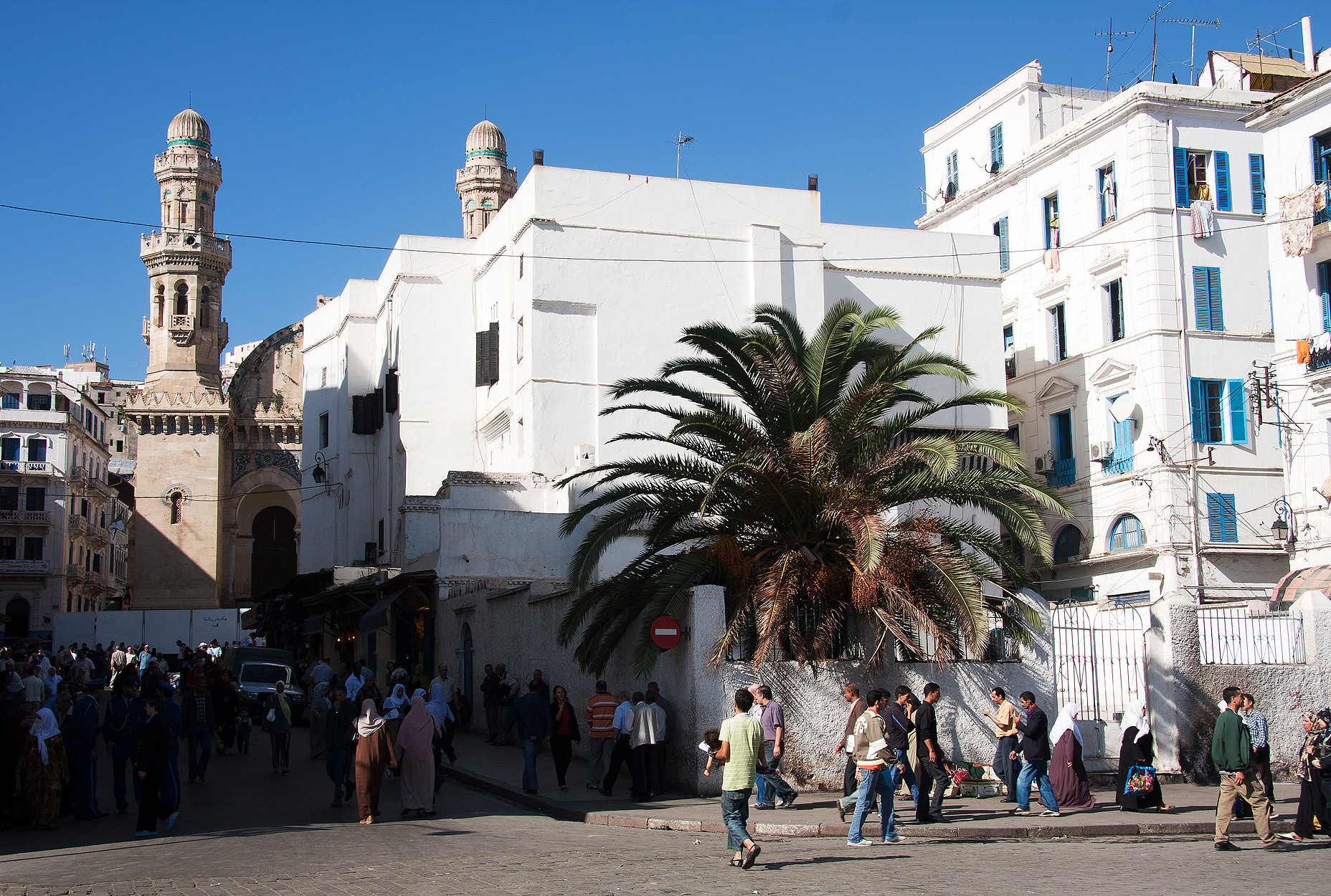
مشهد لدار عزيزة من شارع باب الواد